# Dorfkirche Wüstenhain

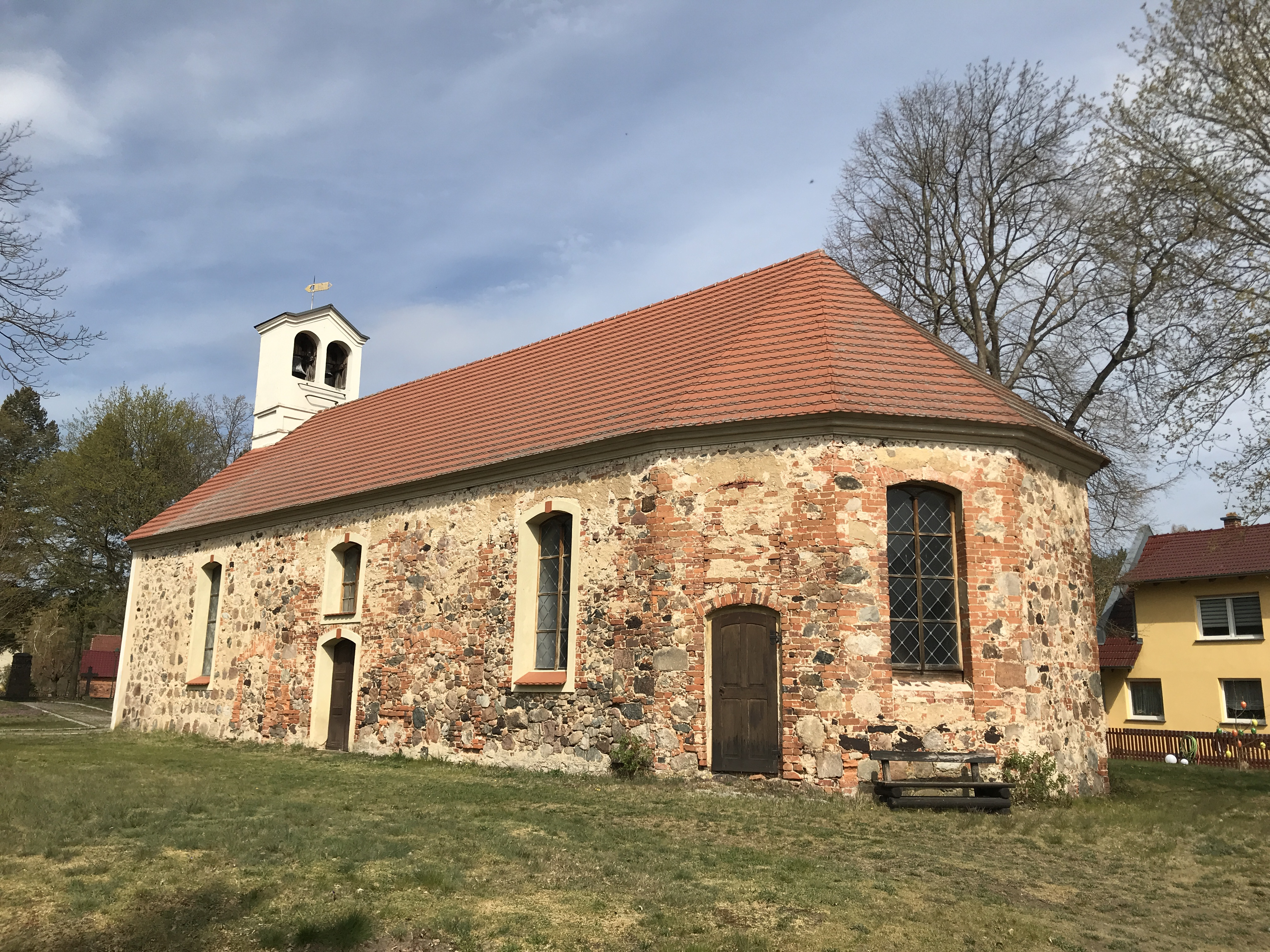
Dorfkirche Wüstenhain

Die evangelische Dorfkirche Wüstenhain ist eine Feldsteinkirche in Wüstenhain, einem Gemeindeteil des Ortsteils Laasow der Stadt Vetschau/Spreewald im Landkreis Oberspreewald-Lausitz im Land Brandenburg. Sie gehört der Kirchengemeinde Gräbendorfer See, die Teil des Kirchenkreises Niederlausitz der Evangelischen Kirche Berlin-Brandenburg-schlesische Oberlausitz ist.

## Lage
Die Kreisstraße 6623 führt von Nordwesten kommend in den Ort und dort in südsüdöstlicher Richtung wieder heraus. Im Zentrum zweigt weiterhin die Wüstenhainer Hauptstraße in nordöstlicher Richtung ab. Am Ende der Straße steht die Kirche nördlich eines Wendehammers auf einem Grundstück mit einem historischen Kirchfriedhof, der von Wohnbebauung umgeben ist.

## Geschichte
Auf dem Kirchfriedhof stehen zwei Grabsteine der Caseler Rittergutsfamilie von Zabeltitz. Sie erinnern an den 1593 verstorbenen Siegmund von Zabeltitz sowie den 1626 verstorbenen Christoph von Zabeltitz. Zu dieser Zeit muss es demnach bereits einen Vorgängerbau gegeben haben. Der Ort und damit mutmaßlich auch die Kirche wurden im Dreißigjährigen Krieg zerstört. 1663 erwarb Wolf Magnus von Stutterheim das Rittergut. Aus dem Jahr 1679 ist überliefert, dass er den Kirchturm wiederaufbauen ließ. Von 1725 bis 1945 war der Ort und damit auch das Kirchenpatronat im Besitz der Familie von Heynitz. Unter ihrer Leitung wurde die Kirche saniert. 1898 fand die letzte Beerdigung auf dem Friedhof statt.
In der Nacht des 29. Juni 1860 kam es in einer benachbarten Bauernwirtschaft zu einer Brandstiftung. Das Feuer griff auf die Kirche über, diese brannte bis auf die Umfassungsmauern nieder. Lediglich die Fünte, zwei Leuchter aus Zinn aus dem Jahr 1690 und zwei Kelche der Patene konnten gerettet werden. Über das Erscheinungsbild dieses Vorgängerbaus gibt es bislang wenig Dokumente. Eine Flurkarte aus dem Jahr 1841 zeigte seine Umrisse. Bekannt ist, dass sich an der Westseite ein hölzerner Glockenturm und an der Südseite eine Patronatsloge befanden.
Ludwig von Heynitz setzte sich für einen Neuaufbau ein, der im September 1863 abgeschlossen wurde. Die Kirchweihe fand am 10. Februar 1864 im Beisein des Berliner Generalsuperintendenten Carl Büchel statt. 1908 wurde die Kirche von Ernst von Heynitz saniert und erhielt einen neuen Putz, eine neue Innenausmalung und einen neuen Altar. 1946 wurde das Kirchenpatronat aus Weisung der Provinzialverwaltung der Mark Brandenburg aufgehoben und auf die Kirchengemeinde übertragen. Sie wurde 1968 nach Ogrosen eingepfarrt. In den frühen 1960er ließ die Gemeinde die Orgel sanieren; danach fehlten die finanziellen Mittel, und das Bauwerk verfiel. Dennoch entstand 1968 im Eingangsbereich eine kleine Winterkirche.
Nach der Wende setzte sich im Jahr 2000 der Pfarrer Dieter Chlopik für eine Sanierung ein. In einem ersten Schritt wurden das Dach, der Dachstuhl sowie die Fassade erneuert. Im Jahr 2007 begann die Kirchengemeinde eine Sanierung, die 2010 vorläufig abgeschlossen werden konnte. Neben dem Bauwerk wurden dabei auch die Außenanlagen wiederhergestellt. Am 25. Mai 2014 feierte die Kirchengemeinde den 150. Jahrestag des Wiederaufbaus.

## Baubeschreibung

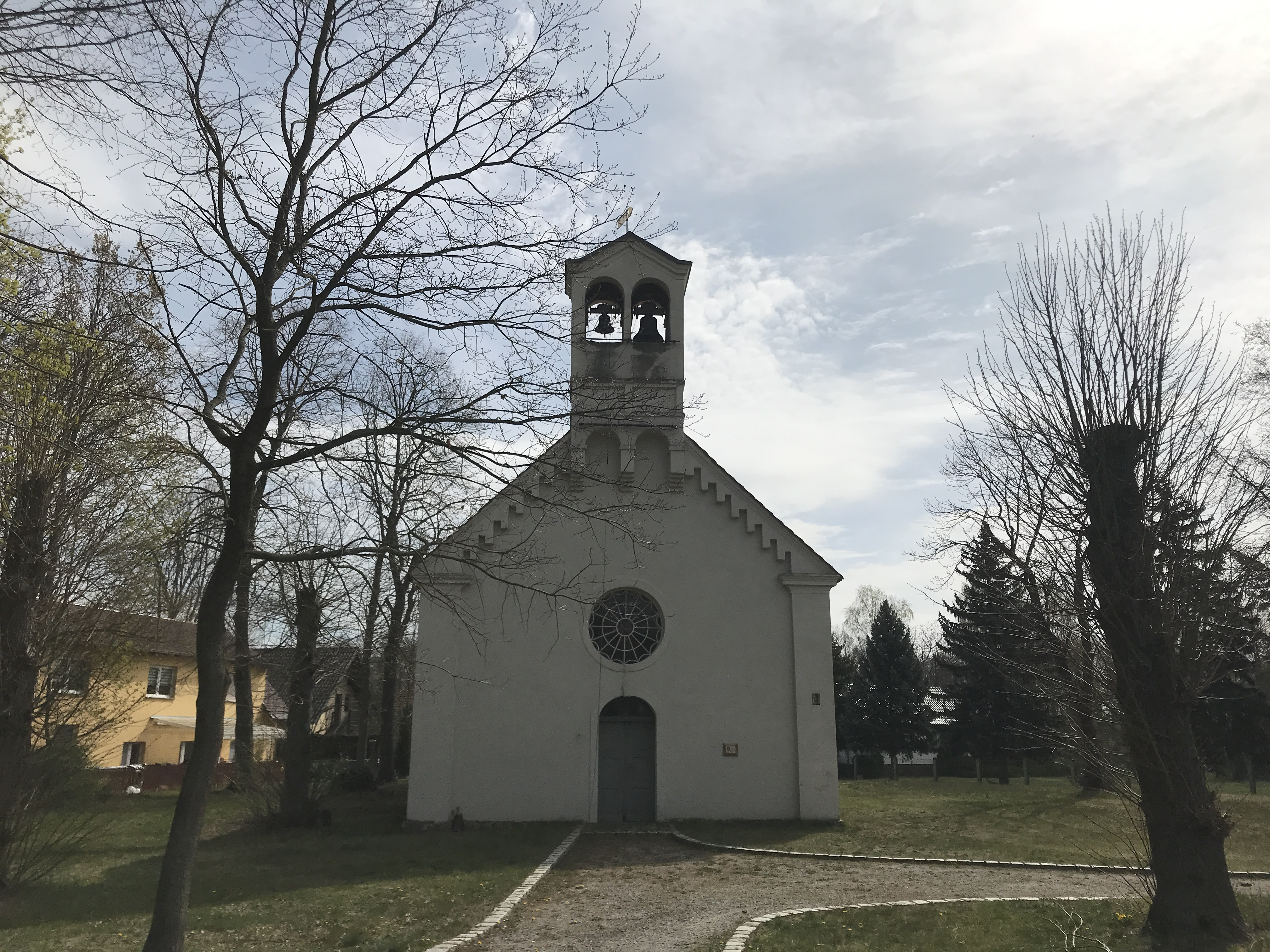
Ansicht von Westen

Das Bauwerk entstand im Wesentlichen aus Mischmauerwerk, d. h. unbehauenen und nicht lagig geschichteten Feldsteinen sowie Mauersteinen. Großflächige Putzreste sind erkennbar. Der Chor ist nicht eingezogen und hat einen Fünfachtelschluss. An der Nordost- und Südostecke ist jeweils ein großes, gedrückt-segmentbogenförmiges Fenster; an der Nord- und Südseite jeweils eine Pforte, während der Ostschluss fensterlos ist.
Daran schließt sich das Kirchenschiff an. Es hat einen rechteckigen Grundriss. An der Nordseite sind drei weitere, gedrückt-segmentbogenförmige Fenster, die gleichmäßig über das Langhaus verteilt wurden. An der Südseite sind ebenfalls drei Fenster, davon ist das mittlere hochgesetzt und deutlich kleiner. Darunter ist eine weitere Pforte. An der Südseite sind die verputzten Faschen noch weitgehend erhalten. Sie werden durch einen farbig hervorgehobenen Schlussstein nochmals betont.
Die Westfassade ist flächig verputzt. Mittig ist eine rundbogenförmige Pforte, darüber eine große Fensterrose. Der Giebel ist mit einem nach unten geöffneten Fries verziert. Oberhalb erhebt sich ein Giebeltürmchen mit zwei rundbogenförmigen Öffnungen, in denen je eine Glocke hängt, das von einem quergestellten Satteldach mit einer Wetterfahne abgeschlossen wird.

## Ausstattung
Die Kirchenausstattung stammt überwiegend aus der Bauzeit; lediglich der Altar wurde im Jahr 1906 ersetzt. Aus dem Vorgängerbau stammen die Fünte, zwei Zinnleuchter sowie zwei Kelche der Patene. Südlich neben der Westpforte erinnert eine Gedenktafel an den 2019 verstorbenen Pfarrer Dieter Chlopik, der von 1991 bis 2004 in der Gemeinde tätig war.
Westlich des Bauwerks erinnert ein Denkmal an die Gefallenen der Weltkriege.

## Kirchengemeinde
Zur früheren Kirchengemeinde Wüstenhain gehörten neben Wüstenhain noch das Kapellendorf Casel sowie die Orte Brodtkowitz und Gräbendorf. Die Kirchengemeinde war dem Pfarrsprengel Laasow und somit der Superintendentur in Calau unterstellt. Der sorbischsprachige Gottesdienst in Laasow und Wüstenhain wurde im Jahr 1830 eingestellt.
Bis 1945 gehörte Wüstenhain zur Evangelischen Landeskirche der älteren Provinzen Preußens und danach zur Evangelischen Kirche in Berlin-Brandenburg. Im Jahr 1969 schlossen sich die Kirchenkreise Calau und Lübben zum Kirchenkreis Lübben-Calau zusammen. Seit spätestens 1985 war Wüstenhain eine Filialkirche der Dorfkirche Ogrosen. Ab 1998 gehörte die Kirche zum Kirchenkreis Lübben, der seit 2004 Teil der Evangelischen Kirche Berlin-Brandenburg-schlesische Oberlausitz war und 2010 mit dem Kirchenkreis Finsterwalde zum Kirchenkreis Niederlausitz fusionierte. Seit dem 1. Juni 2013 gehört die Dorfkirche Wüstenhain zur Kirchengemeinde Gräbendorfer See.